# Опитер Вергиний Эсквилин
Опитер Вергиний Эсквилин (лат. Opiter Verginius Esquilinus; VI—V века до н. э.) — римский политический деятель из патрицианского рода Вергиниев, консул-суффект 478 года до н. э. Был избран после смерти консула Гая Сервилия Структа Агалы.
Согласно некоторым источникам Тита Ливия, Опитер Вергиний был избран консулом на 473 год до н. э. и стал таким образом во второй раз коллегой Луция Эмилия Мамерка. В год его консульства произошло очередное обострение борьбы между плебеями и патрициями: сенаторы организовали убийство народного трибуна Гнея Генуция. Впрочем, существует мнение, что этот рассказ имеет большее отношение к эпохе Поздней Республики